# Dendrolagus stellarum
Dendrolagus stellarum — вид родини Кенгурових. Етимологія: лат. stellarum — «зоряний», оскільки вид описаний за зразком, зібраним в Зоряних Горах (англ. Star Mountains), Західна провінція Папуа Нової Гвінеї. 

## Поширення
Цей вид є ендеміком Центральних Кордильєр острова Нова Гвінея (Індонезія та Папуа Нова Гвінея). Вид є рідкісним, живе при низькій щільності і його важко знайти. Живе у первинних верхніх гірських тропічних лісах. Діапазон поширення за висотою: 2600—3200 м над рівнем моря. 

## Загрози та охорона
Цей вид знаходиться під загрозою сильного тиску полювання, у тому числі з собаками. Використовується в їжу місцевим населенням, але велика частина ареалу знаходиться в безлюдних районах. Проживає як мінімум на двох охоронних територіях. 